# Mario Conde
Mario Antonio Conde (Tuy, 14 settembre 1948) è un banchiere, avvocato e politico spagnolo, presidente della Banesto dal novembre 1987 al dicembre 1993, il più giovane presidente finanziario del momento. Dopo sei anni di gestione, si verificò un buco patrimoniale in Banesto stimato provvisoriamente in 3,6 miliardi di euro. Il 28 Dicembre 1993 Luis Carlos Croissier, presidente della Comisión Nacional del Mercado de Valores, l'ente regolatore finanziario dei mercati mobiliari nazionali, decise di licenziare Conde e imporre una sospensione delle negoziazioni a Banesto; Luis Ángel Rojo, governatore della Banca di Spagna, incaricò Alfredo Sáenz Abad di presiedere temporaneamente il consiglio di amministrazione di Banesto. Al culmine della sua carriera nel 1987, Condé, 38 anni, controllava oltre l'1% del PIL spagnolo.
Mario Conde è stato visto per molti anni come il modello di riferimento sociale per eccellenza. La sua incarnazione del self-made man fu ammirata da molti, soprannominandolo "il Grande Gatsby della vita reale" ma anche "il Machiavelli spagnolo".
Conde fu arrestato e rimase in detenzione preventiva dal dicembre 1994 al gennaio 1995. Quindi dovette affrontare una serie di problemi giudiziari che lo portarono nel marzo 2000 ad una condanna a 10 anni di carcere dall'Audiencia Nacional (elevata a 20 anni nel 2002 dalla Corte Suprema).   Ha scontato 11 anni prima di essere rilasciato sulla parola.
Tra il 2011 e il 2013 è stato presidente del partito politico Società Civile e Democrazia. Secondo Xavier Casals, Conde ha gettato le basi di un populismo antielitario in Spagna con la sua opera El Sistema (1994).
Nel 2018, Conde è stata la quarta persona fisica più inadempiente della Spagna secondo l'elenco ufficiale dei debitori verso l'Agenzia delle entrate di quell'anno, con un debito che ammonta a 14.961.664,79 euro verso l'Erario Pubblico, cifra che rappresenta anche un aumento di 5,6 milioni euro rispetto ai debiti con l'erario già aveva nel 2017.  Conde ha definito illegittima una parte di tale importo, a causa di una serie di stanziamenti effettuati durante i suoi processi giudiziari, come l'acquisizione di numerose opere d'arte che furono consegnate e rimangono in possesso della famiglia di banchieri Botin. Nel 2023 tale debito era stato ridotto a 6.396.743 euro.

## Biografia
Figlio di un umile ispettore doganale, si distinse per le sue capacità di studio e di duro lavoro, che lo portarono a ottenere il più alto riconoscimento della promozione in Giurisprudenza del suo anno presso l'Università di Deusto. La carriera di Condé venne alla ribalta quando, all'età di 24 anni, divenne il più giovane Avvocato di Stato nella storia della Spagna, ottenendo anche il grado più alto mai ottenuto nell'organizzazione.
Dopo aver lavorato per due anni al Ministero delle Finanze, Conde conobbe Juan Abelló che, convinto del suo talento, gli offrì un posto come membro del consiglio di amministrazione dei laboratori di famiglia. Dopo la vendita dei laboratori a Merck Sharp & Dohme nel 1984, i due acquisirono il controllo di Antibióticos SA, un'importante azienda di antibiotici. Nel marzo 1987, Conde e Abelló presero parte a quella che divenne la transazione più ambiziosa nella storia dell'impresa privata in Spagna all'epoca, la vendita del 100% delle azioni di Antibióticos SA a Montedison per 450 milioni di dollari (circa 1 miliardo di dollari oggi).
Con quella operazione il ricchissimo Conde e il suo socio Abelló, che avevano accumulato una fortuna in seguito all'accordo con Montedison, abbandonarono il mondo farmaceutico e si diressero verso quello finanziario acquistando una quantità significativa di azioni della Banesto, una delle più grandi banche spagnole, e diventando vicepresidenti. In quel periodo il Banco de Bilbao, per mano di José Ángel Sánchez Asiaín e Emilio Ybarra, realizzò la prima OPA conosciuta in Spagna, nel tentativo di acquisire Banesto. Conde riuscì a far respingere l'offerta ostile di Bilbao. Venne nominato presidente esecutivo nel novembre 1987, succedendo a Pablo Garnica. Salì così ai vertici del potere finanziario spagnolo, diventando a trentanove anni il più giovane presidente finanziario del momento.
Durante questo periodo la sua popolarità crebbe, divenne un esempio di successo imprenditoriale e ottenne ogni tipo di riconoscimento, come quello dell'Università Complutense di Madrid, che gli conferì un dottorato onorario in un evento presieduto dal re e dalle massime autorità di Madrid. Il 26 aprile 2016 tale titolo gli fu revocato a seguito del suo arresto avvenuto l'11 aprile 2016 per un presunto reato di frode ai danni dell'erario pubblico.  Dopo sei anni di gestione Conde, si verificò infatti in Banesto un buco patrimoniale stimato provvisoriamente il 28 dicembre 1993 in 3,6 miliardi di euro (equivalenti a circa 7,2 miliardi di dollari oggi).  Luis Carlos Croissier, presidente della Comisión Nacional del Mercado de Valores, l'ente regolatore finanziario dei mercati mobiliari nazionali, decide di imporre una sospensione delle negoziazioni a Banesto, e Luis Ángel Rojo, governatore della Banca di Spagna, comunica l'intervento dell'ente bancario che ha incaricato Alfredo Sáenz Abad di presiedere temporaneamente il consiglio di amministrazione di Banesto. Condé, rimasto in detenzione preventiva dal dicembre 1994 al gennaio 1995, ha dovuto affrontare una serie di problemi giudiziari. È stato condannato a 10 anni di carcere nel marzo 2000 dall'Audiencia Nacional (elevata a 20 anni nel 2002 dalla Corte Suprema).  Infatti ha scontato 11 anni prima di essere rilasciato sulla parola.

### Il caso Banesto
A causa del "buco" nel capitale di Banesto, la Banca di Spagna intervenne nel dicembre licenziando il consiglio di amministrazione e sostituendolo con un nuovo consiglio provvisorio per garantire la stabilità e il futuro della banca.
A partire dal 1994, Mario Conde dovette affrontare diversi procedimenti legali legati a quello che fu chiamato il "caso Banesto", considerato il più grande scandalo finanziario degli anni '90. Nel primo dei casi affrontati, nel processo in cui nel marzo 1997 fu condannato a sei anni di carcere (di cui scontò un anno e mezzo), per appropriazione indebita e falsificazione di documenti commerciali, per aver prelevato da Banesto 3,6 milioni di euro, inizialmente depositati su un conto svizzero presso la società Argentia Trust. Nella sua sentenza, la Corte ritenne che Condé avesse alienato i beni della banca che era incaricato di gestire senza fornire alcuna risposta adeguata e coerente riguardo al loro utilizzo. Conde assicurò che una parte del denaro era stata pagata a Diego Selva e Antonio Navalón affinché, attraverso i loro contatti, potessero ottenere l'esenzione fiscale per la Corporazione Banesto e sostenne che non vi era stata alcuna appropriazione indebita.

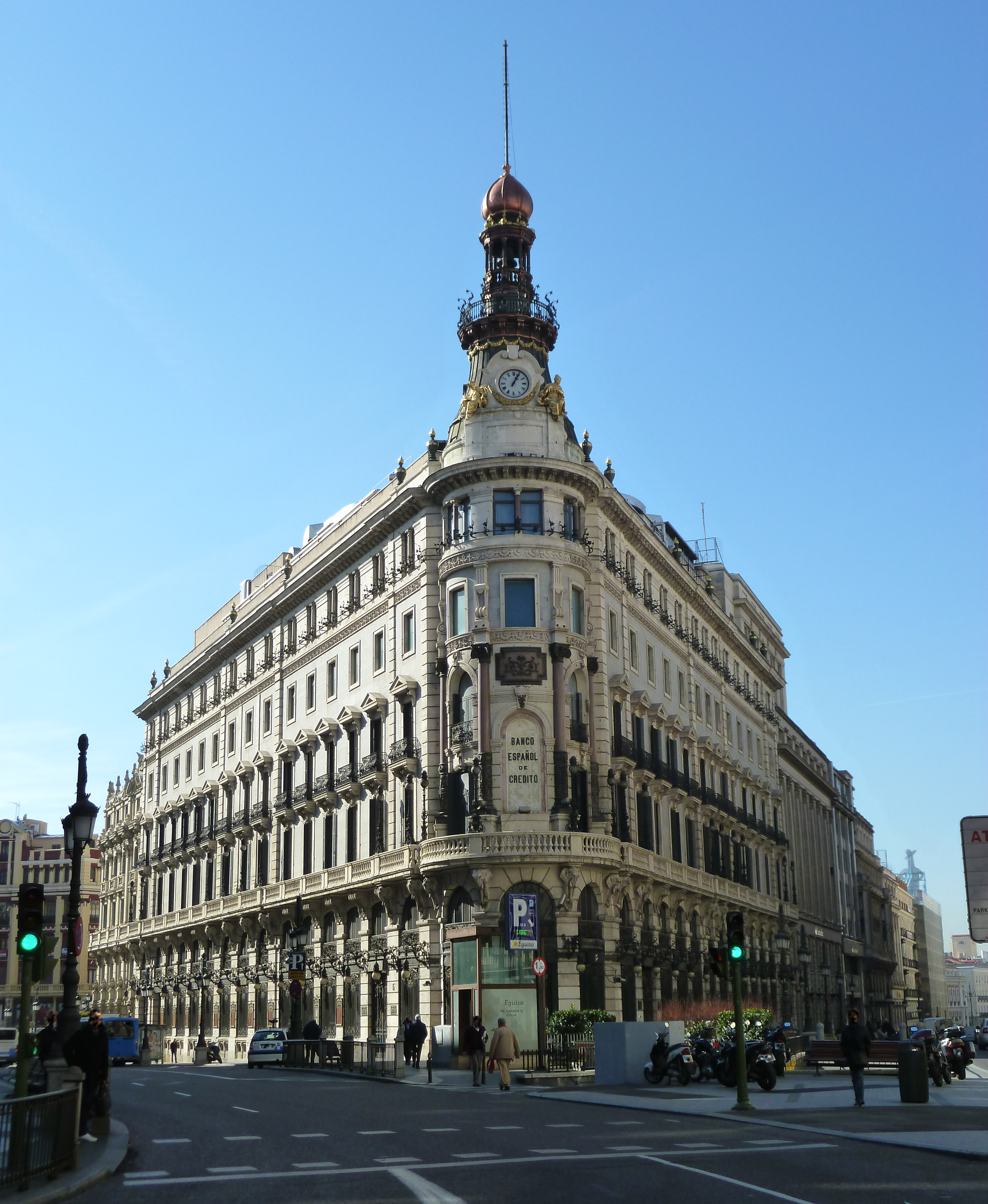
L'ex sede centrale di Banesto a Madrid in Calle de Alcalá

Il 31 marzo 2001, il Tribunale nazionale lo condannò a quattordici anni per i reati di frode e appropriazione indebita, nel caso Banesto, e lo costrinse a restituire a Banesto 7.200 milioni di pesetas. Le difese fecero appello alla Corte Suprema e Condé evitò il carcere con una cauzione di 500 milioni di pesetas. Il 29 luglio 2002 la Corte Suprema incrementò le pene e lo condannò a vent'anni di carcere. Inoltre, Conde, insieme ad altri direttori della banca, venne condannato a pagare a Banesto 7.200 milioni di pesetas (43,27 milioni di euro). Entrò nel carcere di Alcalá-Meco, ma non scontò nemmeno la metà della sua pena (dal 2002 al 2006), dopo aver ricevuto i benefici della prigione. Nel 2004, il direttore del carcere fu licenziato per il trattamento di favore riservato al detenuto Mario Conde.
Mario Conde ha sempre sostenuto la sua innocenza, affermando che sia l'intervento di Banesto che le successive risoluzioni giudiziarie furono influenzate dalla volontà politica, e sostenendo che nel caso Argentia Trust, dove fu condannato per appropriazione indebita di seicento milioni di pesetas, vi furono falsi testimonianze nel processo in riferimento a Diego Selva e Antonio Navalón. Per questo motivo denunciò entrambi, in seguito assolti dal tribunale penale numero 11 di Madrid, seguendo i criteri della Procura.
Nel corso del procedimento giudiziario, il Tribunale nazionale respinse la richiesta di rogatoria alla Svizzera, sul conto 225 della EBC Banking Corporation, per verificare se Conde fosse stato il destinatario del denaro rubato. Successivamente Conde si sarebbe rivolto, con l'aiuto del giudice istruttore Emilio Coronado, alla Giustizia svizzera, che avrebbe inviato, una volta emessa la sentenza, la documentazione al Tribunale investigativo numero 16 di Madrid. La nuova documentazione dissociò Condé dal racconto, ma la Corte Suprema respinse il ricorso che collegava la scrittura del procuratore svizzero Peter Cosandey al caso Argentia Trust. L'accusa e i giudici si rifiutarono di rivedere la sentenza.  Per quanto riguarda la condanna del 2002, Conde fece appello al Comitato per i diritti umani delle Nazioni Unite. Nel 2005, questa commissione stabilì che la Spagna aveva violato il diritto di Mario Conde alla revisione della sua pena non potendo ricorrere in appello contro l'aumento della pena da dieci a venti anni deciso dalla Corte Suprema e respinse le denunce dell'ex banchiere secondo cui tutte le prove non erano state esaminate.
Il 9 ottobre 2012, nel corso della campagna elettorale regionale galiziana, nella quale Conde si candidò al Parlamento della Galizia per la Società Civile e la Democrazia (SCD), il Tribunale Nazionale, attraverso il giudice Fernando Grande-Marlaska, ordinò il sequestro di cinque beni ubicati in diverse località della Spagna che, secondo il giudice, gli appartenevano, in esecuzione della sentenza del 2000 del caso Banesto. L'ex banchiere negò di avere qualsiasi legame con tali immobili  e collegò i sequestri a persone vicine al PP, riferendosi al giudice Marlaska.

## Politica
Nel 1998 Mario Conde si è unito al Centro Democratico e Sociale (CDS), essendo il capolista del partito alle elezioni generali del 2000 in Spagna senza ottenere rappresentanza (con 23.576 voti e 0,1%), quindi si è dimesso la stessa notte delle elezioni da tutte le cariche che ricoprì nel partito fondato da Adolfo Suárez.
Successivamente è stato membro fondatore e presidente della Sociedad Civil y Democracia (SCD), un partito politico legalmente registrato il 20 giugno 2011. Il 21 ottobre 2012 si è candidato alle elezioni al Parlamento della Galizia, guidando la candidatura della SCD, ma senza ottenere una rappresentanza con 15.990 voti e l'1,11% dei voti.
Il 21 maggio 2013 ha annunciato le sue dimissioni dalla carica di presidente della SCD e il 6 luglio ha lasciato ufficialmente la carica di presidente del comitato esecutivo.

## Vita privata
Il 29 settembre 1973 sposò María Lourdes Arroyo Botana 31 nella cappella dei Quattro Evangelisti a Illescas (Toledo), e rimase sposato fino al 13 ottobre 2007, quando lei morì all'età di cinquantadue anni. Avevano due figli, Mario e Alejandra. Il 26 giugno 2010 si è sposato María Pérez-Ugena Corominas, professoressa di diritto presso l'Università Rey Juan Carlos, a Chaguazoso (provincia di Orense). Hanno divorziato nel febbraio 2016.
Nel settembre 2023, a 75 anni, vive nella sua tenuta sivigliana a Los Carrizos, Utrera, dove risiede anche la sua compagna, Adriana Torres Silva, marchesa di Casa Mendaro. Tra le sue proprietà (alcune cedute): un palazzo a Madrid, un palazzo a Majorca dove teneva ormeggiato il suo yacht Alejandra, il palazzo di caccia La Salceda a Toledo, il castello nella città orense di Chaguazoso.

## Opere
Dopo la sua permanenza alla Banesto ha fondato la rivista MC. Ha pubblicato inoltre diversi libri:
- El sistema: Mi experiencia del Poder, Editorial Espasa, 1994 ISBN 8423977188.
- Derecho penitenciario vivido, Editorial Comares, 2006 ISBN 8498360676.
- La Palabra y el Tao, Nous. Editorial Dharana, 2009
- Memorias de un preso, coedizione di Martínez Roca (Grupo Planeta) e Editorial Séneca, 2009 ISBN 978-84-270-3566-9. Racconta il suo rapporto con il potere, il suo periodo ad Alcalá-Meco e la sua versione del caso Banesto e Argentia-Trust.[42]
- Cosas del camino, Nous Editorial Dharana, 2009 ISBN 978-84-936029-9-4. Riflessioni durante i suoi anni di reclusione nel carcere di Alcalá-Meco.
- Los días de gloria, Edición de Martínez Roca (Grupo Planeta), 2010 Il suo libro di maggior successo, centomila copie vendute nella prima settimana;[43]  parla dei suoi ricordi.
- Economía y espíritu, Edición de Martínez Roca, Editorial Séneca, 2010
- De aquí se sale, Edición de Martínez Roca (Grupo Planeta), 2011 Riflessione sulla crisi economica del 2008-2014.
- La hora de la sociedad civil. 2013. Analizza la situazione economica in Spagna e cerca soluzioni nella mobilitazione dei cittadini.
- Siendo, eso es todo, Editorial Sirio, 2015 ISBN 978-84-16579044